# Seattle Computer Products

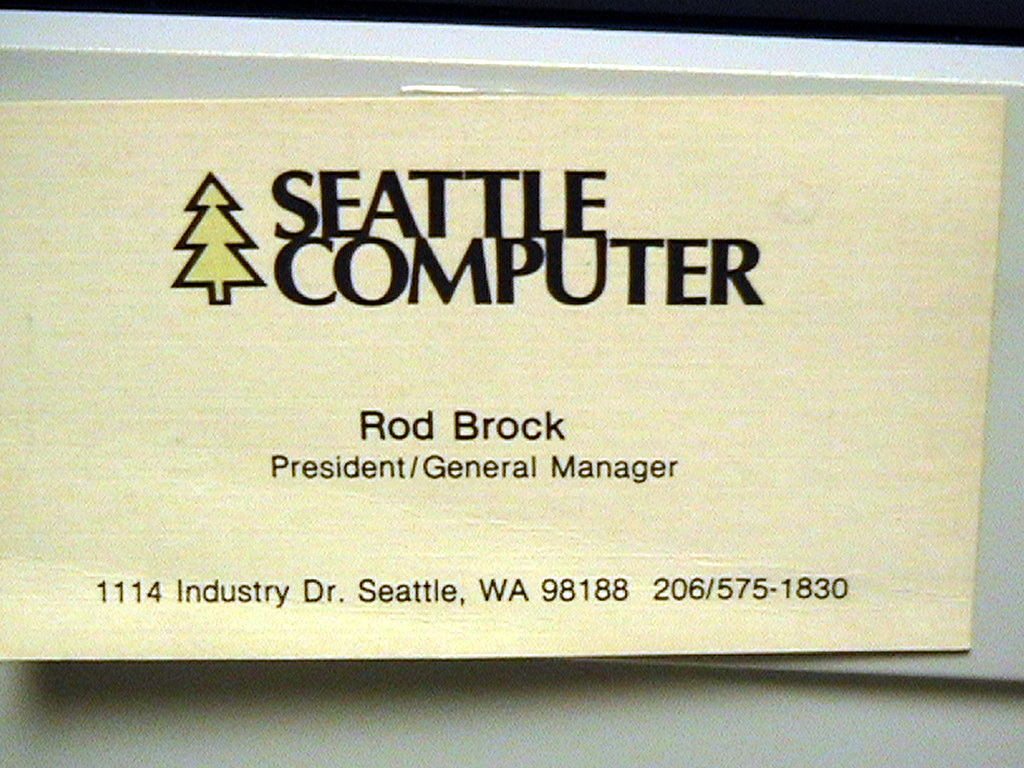
La tarjeta de visita de Rod Brock

Seattle Computer Products (SCP) fue una empresa de hardware de Seattle (Estado de Washington) y una de las primeras en fabricar ordenadores basados en la arquitectura del procesador Intel 8086 de 16 bits.
Es conocida por ser el lugar donde Tim Paterson desarrolló QDOS, que Microsoft compró por 50,000$ en 1981 y vendido a IBM como PC-DOS (MS-DOS).